# Fing (Burkina Faso)
Pour les articles homonymes, voir Fing.
Fing, également orthographié Finng, est une commune rurale située dans le département de Founzan de la province de Tuy dans la région des Hauts-Bassins au Burkina Faso.

## Géographie
Fing se trouve à 8 km au sud de Kovio.

## Santé et éducation
Le centre de soins le plus proche de Fing est le centre de santé et de promotion sociale (CSPS) de Nahi.